# Élections régionales de 2025 à Madère
Les élections régionales de 2025 (en portugais : Eleições legislativas regionais na Madeira em 2025) se tiennent le 23 mars 2025 afin d'élire les 47 députés de l'Assemblée législative de la région autonome portugaise de Madère.
Le scrutin intervient de manière anticipée, moins d'un an après le précédent, à la suite de l'adoption par l'Assemblée législative le 17 décembre 2024 d'une motion de censure à l'encontre du gouvernement régional minoritaire de Miguel Albuquerque, composé du Parti social-démocrate et soutenu par le CDS – Parti populaire. Conformément à sa pratique, le président de la République Marcelo Rebelo de Sousa choisit alors de dissoudre l'Assemblée régionale, le 17 janvier 2025, convoquant un nouveau scrutin pour le 23 mars suivant.
Le scrutin est une victoire pour le gouvernement sortant, PSD et CDS réunis obtenant une majorité absolue des sièges qu'ils avaient perdue en 2023. Il s'agit également d'une grande victoire pour le parti centriste régionaliste Ensemble pour le peuple qui devient, pour la première fois, la première force d'opposition au PSD, profitant d'une déroute du Parti socialiste. Dans le même temps, Personnes-Animaux-Nature perd son seul et unique siège.

## Système électoral
L'Assemblée législative de Madère est composée de 47 sièges pourvus pour quatre ans au scrutin proportionnel plurinominal de liste dans une unique circonscription électorale correspondant au territoire de la région, et répartis selon la méthode D'Hondt.

## Résultats
|                          |                                          |         |       |      |        |               |  |  |  |  |  |  |  |  |
| Partis                   | Partis                                   | Voix    | %     | +/-  | Sièges | +/-           |  |  |  |  |  |  |  |  |
|                          | Parti social-démocrate (PPD/PSD)         | 62 059  | 44,43 | 8,30 | 23     | 4             |  |  |  |  |  |  |  |  |
|                          | Ensemble pour le peuple (JPP)            | 30 091  | 21,55 | 4,66 | 11     | 2             |  |  |  |  |  |  |  |  |
|                          | Parti socialiste (PS)                    | 22 351  | 16,00 | 5,32 | 8      | 3             |  |  |  |  |  |  |  |  |
|                          | Chega (CH)                               | 7 821   | 5,60  | 3,64 | 3      | 1             |  |  |  |  |  |  |  |  |
|                          | CDS – Parti populaire (CDS-PP)           | 4 289   | 3,07  | 0,88 | 1      | 1             |  |  |  |  |  |  |  |  |
|                          | Initiative libérale (IL)                 | 3 097   | 2,22  | 0,34 | 1      | en stagnation |  |  |  |  |  |  |  |  |
|                          | Coalition démocratique unitaire (CDU)    | 2 543   | 1,82  | 0,19 | 0      | en stagnation |  |  |  |  |  |  |  |  |
|                          | Personnes–Animaux–Nature (PAN)           | 2 323   | 1,66  | 0,2  | 0      | 1             |  |  |  |  |  |  |  |  |
|                          | Bloc de gauche (BE)                      | 1 586   | 1,14  | 0,27 | 0      | en stagnation |  |  |  |  |  |  |  |  |
|                          | LIBRE (L)                                | 959     | 0,69  | 0,02 | 0      | en stagnation |  |  |  |  |  |  |  |  |
|                          | Allez Madère (PTP.MPT.RIR)               | 790     | 0,57  | 1,14 | 0      | en stagnation |  |  |  |  |  |  |  |  |
|                          | Alternative démocratique nationale (ADN) | 691     | 0,49  | 0,08 | 0      | en stagnation |  |  |  |  |  |  |  |  |
|                          | Parti populaire monarchiste (PPM)        | 576     | 0,41  | Nv.  | 0      | Nv.           |  |  |  |  |  |  |  |  |
|                          | Nouvelle Droite (ND)                     | 487     | 0,35  | Nv.  | 0      | Nv.           |  |  |  |  |  |  |  |  |
|                          |                                          |         |       |      |        |               |  |  |  |  |  |  |  |  |
| Votes valides            | Votes valides                            | 139 663 | 97,69 |      |        |               |  |  |  |  |  |  |  |  |
| Votes nuls               | Votes nuls                               | 2 581   | 1,81  |      |        |               |  |  |  |  |  |  |  |  |
| Votes blancs             | Votes blancs                             | 715     | 0,50  |      |        |               |  |  |  |  |  |  |  |  |
| Total                    | Total                                    | 142 959 | 100   | –    | 47     | en stagnation |  |  |  |  |  |  |  |  |
| Abstentions              | Abstentions                              | 112 421 | 44,02 |      |        |               |  |  |  |  |  |  |  |  |
| Inscrits / participation | Inscrits / participation                 | 255 380 | 55,98 |      |        |               |  |  |  |  |  |  |  |  |